# دیوید لیمبرسکی
دیوید لیمبرسکی (به چکی: David Limberský) (زاده ۶ اکتبر ۱۹۸۳) بازیکن فوتبال اهل جمهوری چک است. همچنین پست تخصصی او مدافع است.

## تیم ملی
وی سابقه ۱۱ بازی ملی برای تیم ملی فوتبال جمهوری چک در کارنامه دارد.